# William Marquart
Pour les articles homonymes, voir Marquart.
William Marquart est un boxeur canadien né le 24 février 1915 à Winnipeg (Manitoba) et mort le 13 juin 1960 à Chicago (Illinois). Il a participe à une édition des Jeux olympiques en 1936 à Berlin.
Marquart meurt en juin 1960 à l'âge de 45 ans. Sa dépouille repose au cimetière de Rosehill de Chicago.

## Jeux olympiques
- Jeux olympiques d'été de 1936 à Munich ( Reich allemand)
  - Boxe aux Jeux olympiques d'été de 1936
    - Élimination en quart de finale par le hongrois Dezső Frigyes
    - Victoire par décision aux points au 2e tour contre le tchécoslovaque Josef Jelen (en)